# Chris Deluzio
Christopher Raphael Deluzio, detto Chris (Pittsburgh, 13 luglio 1984), è un politico statunitense, membro della Camera dei Rappresentanti per lo stato della Pennsylvania dal 2023.

## Biografia
Nato a Pittsburgh in una famiglia italoamericana, Chris Deluzio si arruolò nella marina statunitense e frequentò la United States Naval Academy, per poi laurearsi in giurisprudenza presso l'Università di Georgetown nel 2013. Tra il 2006 e il 2012 fu ufficiale in marina e prestò servizio in Iraq. Lavorò poi come avvocato presso uno studio legale di New York, prima di accettare un incarico presso l'Università di Pittsburgh.
Delegato di Bernie Sanders alla convention del Partito Democratico per le presidenziali del 2020, si candidò alla Camera dei Rappresentanti nelle elezioni di mid-term del 2022. Deluzio concorse per un distretto congressuale molto competitivo, fino ad allora rappresentato dal democratico moderato Conor Lamb, ma considerato indicativo dell'eventuale scalata repubblicana per ottenere la maggioranza. Deluzio vinse le primarie con oltre il 63% delle preferenze, per poi affrontare nelle elezioni generali il candidato repubblicano Jeremy Shaffer. In campagna elettorale Deluzio si presentò come un forte sostenitore dei sindacati e cavalcò il populismo in materia economica. Al termine, Deluzio riuscì a prevalere su Shaffer con un margine di quasi sette punti percentuali.
Chris Deluzio è sposato dal 2015 con Alexandra Zoë Bunnell, conosciuta all'università.